# 中華民國—多米尼克關係
中華民國與多米尼克國於1983—2004年有官方外交關係，斷交後，目前沒有在對方首都互設具大使館功能的代表機構。對多米尼克的相關事務由中華民國駐聖露西亞大使館兼轄。

## 政治

### 外交
1983年5月9日，多米尼克總理尤金妮亞·查爾斯女士訪台並與中華民國政府簽署《聯合公報》。10日，兩國建立外交關係。1984年8月，於首都羅索設立中華民國駐多米尼克國大使館，並派駐大使（由安地列斯群島的邦交國大使兼任）。多米尼克則未設立大使館、派駐大使。
多米尼克則在首都台北設立駐華名譽總領事。1990年3月，聘任台灣裔商人董立群為名譽總領事。1999年4月，聘任台灣大哥大電訊公司董事長孫道存為名譽總領事。
1995年9月，多米尼克遭受颶風路易士侵襲，損失慘重，中華民國外交部長錢復致電該國總理表示關切，並從「國際災難人道救濟基金」損贈20萬美元供賑災重建。
2003年7月，多米尼克《太陽週報》報導中華人民共和國駐巴貝多大使表示，根據其援外政策，只要多米尼克與其建交，便會提供經濟援助。
2004年1月6日，多米尼克總理皮埃爾·查爾斯因病逝世。3月29日，多米尼克新任總理史卡利與中華人民共和國建交，並清楚指出是其所給予之援助折合1億1,750萬美元（約3億1,725萬東加勒比元）。30日，中華民國與多米尼克斷交。
断交后，多米尼克曾任命具有中華民國國籍的張雙隆為該國駐貝里斯名譽領事。

#### 支持中華民國參與國際組織

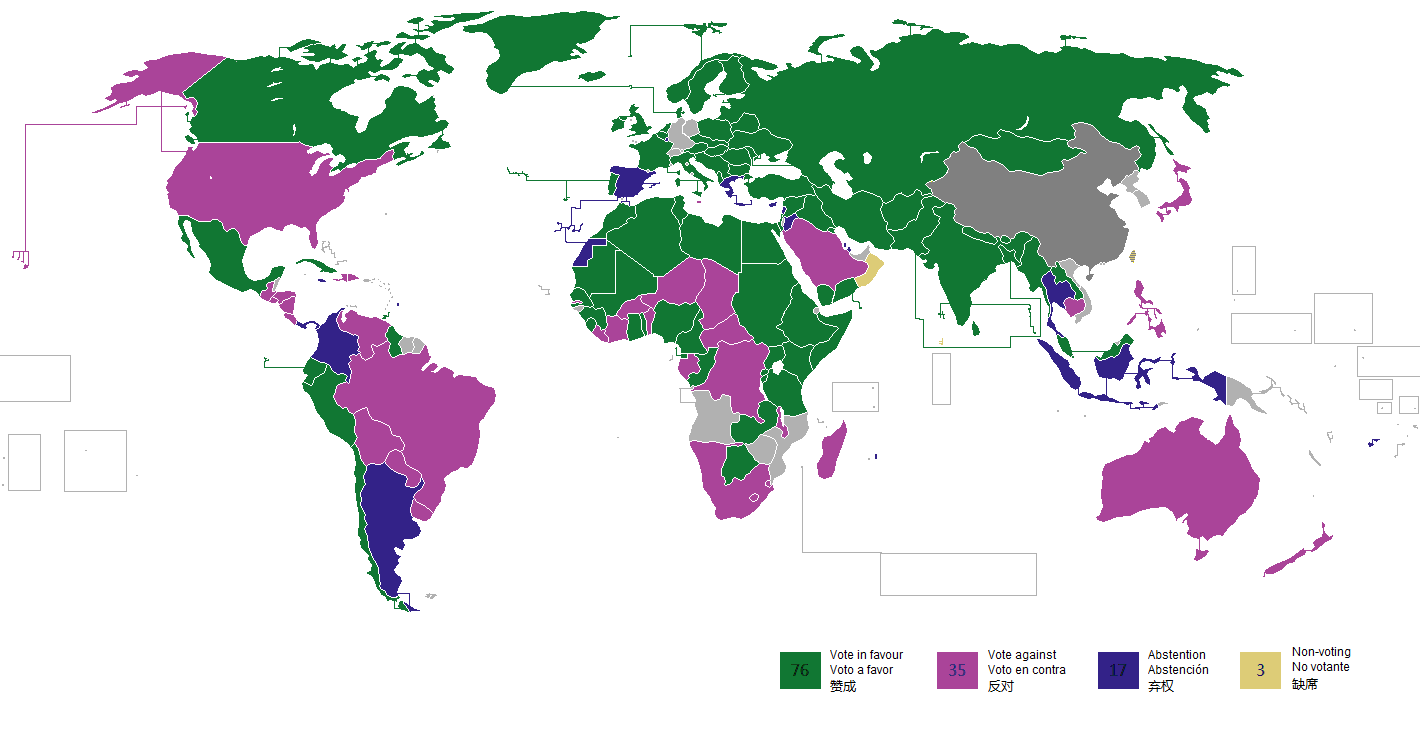
灰色國家表示非聯合國會員國，多米尼克當時是英領西印度群島，因此不能對中華民國續留聯合國一案參與投票，即《聯合國大會2758號決議》。

兩國斷交前，多米尼克曾多次支持中華民國參與國際組織。
1993年10月，多米尼克在聯合國大會的總辯論中，為中華民國參與聯合國議題執言；1994、1995年7月，多米尼克與中華民國的邦交國連署提案，要求聯合國大會設立研究委員會將「根據會籍普遍原則並按照分裂國家在聯合國已建立的平行代表權模式，審議在台灣的中華民國在國際體系中的特殊情況」案列入議程。年底，在聯合國大會的總辯論，以及聯合國成立50週年特別紀念會議中發言支持；1996年7月，多米尼克與其他15個中華民國的邦交國提案，要求聯合國大會將「審議聯大第二七五八（XXVI）號決議所造成臺灣地區二千一百三十萬人無法參與聯合國相關活動之問題」案列入議程；1997年7月，多米尼克與其他8個中華民國的邦交國提案，要求聯合國大會將「基於國際情勢之變遷以及中國分治之現實，有必要重新檢討聯大第二七五八（貳拾陸）號決議」案列入議程。年底，多米尼克在大會的總辯論中，發言支持中華民國參與聯合國；1998年7月，多米尼克與其他14個中華民國的邦交國連署提案，要求聯合國大會將「基於國際情勢之變遷以及中國分治之事實，應重新檢討聯大第二七五八（貳拾陸）號決議」案列入議程；1998年9月、1999年9月，多米尼克在大會的總辯論中，發言支持中華民國參與聯合國；2000年8月，多米尼克與其他13個中華民國的邦交國連署提案，要求聯合國大會將「應審視中華民國在台灣所處之特殊國際處境，以確保其兩千三百萬人民參與聯合國之基本權利獲得完全尊重」案列入議程；2001年8月，多米尼克與其他15個中華民國的邦交國提案，要求聯合國大會將「有必要審視在台灣之中華民國所處特殊國際處境，俾確保其兩千三百萬人民參與聯合國工作和活動之基本權利獲得充分尊重」案列入議程；2001年11月、2002年9月，多米尼克在大會的總辯論中，發言支持中華民國參與聯合國；2003年8月，多米尼克與其他14個中華民國的邦交國提案，要求聯合國大會將「中華民國（台灣）在聯合國的代表權問題」案列入議程。
1997年5月，多米尼克與其他8個中華民國的邦交國向世界衛生組織提案「邀請中華民國以觀察員身分參與世界衛生大會」，並在大會中發言支持；1999年5月、2001年5月，多米尼克再度於大會中發言支持。

### 人員互訪（1983年至今）

#### 多米尼克
| 職稱     | 姓名                                   | 日期                                                   | 備註          |
| -------- | -------------------------------------- | ------------------------------------------------------ | ------------- |
| 總統     | 蕭維隆                                 | 2000年5月                                              | [ 32 ]        |
| 總理     | 尤金妮亞·查爾斯 道格拉斯 皮埃爾·查爾斯 | 1983年5月、1985年10月、1991年10月 2000年8月 2002年12月 | 兼任外交部長  |
| 國會議長 | 蘇連多 奈特                            | 1990年1月 2003年10月                                   | [ 37 ] [ 38 ] |

僅列舉部分名單：
外交部長阿藺、諾里斯·查爾斯（Norris Charles）、瑞斐爾、交通部長威廉斯、皮埃爾·查爾斯、房屋部長韓德森（Vince Henderson）、衛生暨社會安全部長薩巴洛奇（Herbert Finan Sabaroche）、財政工業暨計畫部長狄摩濟、社區發展暨兩性事務部長瓦特（Matthew J. Walter）、觀光部次長克里斯全（Colmore Christian）、電信局長卡岱特（Sylvester Cadette）、統計局長里克特（Paul Ricketts）、國會副議長巴隆（Frederick Baron）、樸茨茅斯市長布魯斯特（Julian Brewster）。

#### 中華民國
| 職稱       | 姓名   | 日期      | 備註   |
| ---------- | ------ | --------- | ------ |
| 行政院院長 | 張俊雄 | 2001年9月 | [ 48 ] |

僅列舉部分名單：
外交部長章孝嚴、胡志強、交通部長葉菊蘭、政務委員王友釗、新聞局長蘇正平、僑務委員會委員長張富美、農業委員會主任委員陳希煌、原住民族委員會主任委員尤哈尼。

## 經濟

### 貿易
| 年分 | 貿易總額   | 貿易總額  | 貿易總額 | 出口至多米尼克 | 出口至多米尼克 | 出口至多米尼克 | 自多米尼克進口 | 自多米尼克進口 | 自多米尼克進口 | 順逆差  |
| 年分 | 金額       | 年增減    | 排名     | 金額           | 年增減         | 排名           | 金額           | 年增減         | 排名           | 順逆差  |
| ---- | ---------- | --------- | -------- | -------------- | -------------- | -------------- | -------------- | -------------- | -------------- | ------- |
| 2017 | 294,072    | ▼41.9%    | 205      | 192,622        | ▼17.7%         | 201            | 101,450        | ▼62.8%         | 191            | 順差 -- |
| 2018 | 692,142    | ▲135.4%   | 197      | 399,579        | ▲107.4%        | 197            | 292,563        | ▲188.4%        | 171            | 順差▲   |
| 2019 | 386,398    | ▼44.2%    | 203      | 112,559        | ▼71.8%         | 208            | 273,839        | ▼6.4%          | 177            | 逆差 -- |
| 2020 | 279,954    | ▼27.5%    | 207      | 94,562         | ▼16.0%         | 209            | 185,392        | ▼32.3%         | 174            | 逆差▼   |
| 2021 | 367,621    | ▲31.3%    | 207      | 321,927        | ▲240.4%        | 195            | 45,694         | ▼75.4%         | 193            | 順差 -- |
| 2022 | 10,523,838 | ▲2,762.7% | 141      | 10,400,002     | ▲3,130.5%      | 123            | 123,836        | ▲171.0%        | 181            | 順差▲   |
| 2023 | 18,330,725 | ▲74.2%    | 131      | 18,281,388     | ▲75.8%         | 110            | 49,337         | ▼60.2%         | 186            | 順差▲   |
| 2024 | 16,303,849 | ▼11.1%    | 133      | 16,201,252     | ▼11.4%         | 110            | 102,597        | ▲108.0%        | 179            | 順差▼   |

2023年的兩國貿易項目如下：
出口至多米尼克的項目為：塑料板、片、箔、薄膜與扁條；苯乙烯之聚合物；塑膠製供輸送或包裝貨物之製品、塑膠製瓶塞、蓋子與其他栓塞體；機動車輛所用之零件與附件；農業、園藝或造林用土壤整理與耕作機器，草地或運動場地滾壓機；硫化橡膠製品，硬質橡膠者除外；特殊物品，含出口未超過5萬新臺幣之小額報單與其他零星物品等。
自多米尼克進口的項目為：鐵屬廢料、重熔用廢鋼鐵鑄錠；示波器、频谱分析仪與其他供計量或檢查電量之儀器與器具，供計量或偵測X光、阿爾法、貝他、伽馬放射線、宇宙或其他離子輻射線用之儀器與器具；整形用具、夾護板與其他接骨用具、助聽器與其他配帶用具或植入體內之其他用具；烟叶或雪茄菸、呂宋菸、小雪茄菸與紙菸；特殊物品，含進口未超過5萬新臺幣之小額報單與其他零星物品；咖啡、咖啡荳殼與荳皮、含咖啡成分之代替品；物品用栓塞、旋塞、阀與類似用具；帚、刷、手操作之機械式地板刷、無動力拖把與羽毛撣帚、油漆擦與滾筒；变压器、靜電式變流器與電感器；針織或鉤針織T恤、汗衫與其他背心等。

### 投資
根據中華民國經濟部投資審議司資料，兩國無相互直接投資紀錄。

### 援助
1985年1月，中華民國駐多米尼克農業技術團成立。

## 協定
| 日期           | 簽署                                           | 備註         |
| -------------- | ---------------------------------------------- | ------------ |
| 1983年9月22日  | 《中華民國政府與多米尼克政府農業技術合作協定》 | 以下簡稱中多 |
| 1990年8月3日   | 《中多文化協定》                               |              |
| 1990年11月27日 | 《中多引渡條約》                               |              |
| 1995年2月11日  | 《中多友好條約》                               |              |
| 1997年7月28日  | 《東加勒比海五國與中華民國外長會議聯合公報》   | [ 17 ]       |
| 1999年8月13日  | 《中多國際合作發展基金會志工協定》             |              |

## 簽證

持中華民國護照的中華民國國民簽證要求分布圖：入境多米尼克可以免簽證。

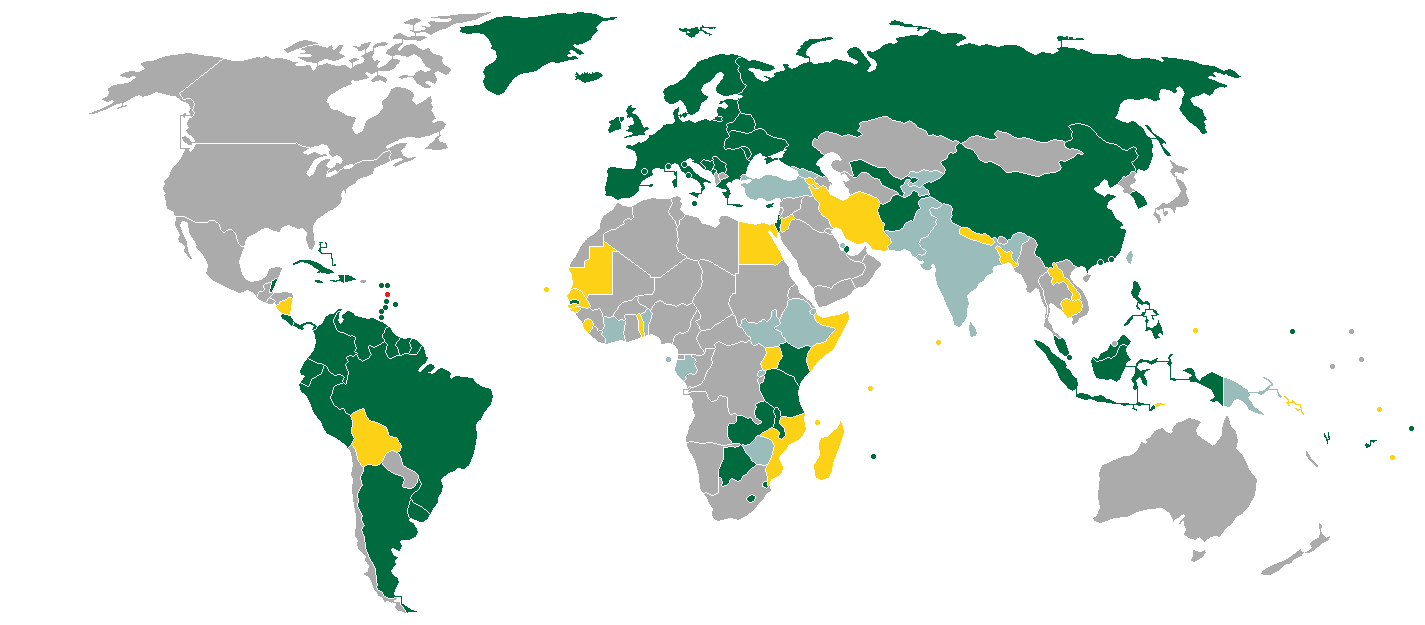
持多米尼克護照的多米尼克人口簽證要求分布圖：入境中華民國可以電子簽證。

持有中華民國護照的中華民國國民可以免簽證的方式入境多米尼克，停留最多3個月。
持有多米尼克護照的多米尼克國民則可以電子簽證入境中華民國，停留最多30天並不得延期。

## 交通

### 航空
資料截至2023年7月4日

#### 客運
兩國無直航班機，亦無中華民國→直航第三地→多米尼克，需多次轉機前往。
例如：
- 臺北→紐約→聖約翰→多米尼克的國際機場（英语：List of airports in Dominica）。

## 外部連結
- 中華民國外交部－多米尼克簡介 （页面存档备份，存于）
- 中華民國駐聖露西亞大使館
- 外交部領事事務局－國外旅遊警示分級表
- 中華民國衛生福利部－國際旅遊疫情建議等級
- 中華民國國際經濟合作協會 （页面存档备份，存于）